# 당악
당악(唐樂)은 당나라 음악이란 뜻이나, 당나라에서 유래한 당악은 전하지 않는다. 현재 송나라 사악(詞樂)에서 유래된 보허자(步虛子)·낙양춘(洛陽春)만이 당악으로 전하고 있다. 참고로 아악이 중국 고대 궁중 음악이라면, 당악은 중국 당대·송대의 민속 음악이다. 고악보(古樂譜)의 당악은 일자일음식(一字一音式)으로 되어 일자수음식(一字數音式)의 향악과 달랐으나 오늘날에는 당악이 향악화되어 일자수음식으로 바뀌었다.
오늘날 전해지는 당악은 6음계로 되었고, 황종의 음높이가 다(C)음인 점에서 5음계로 되고 황종의 음높이가 내림마(E flat)인 향악과 구분된다. 악기 편성은 당악기만이 편성되는 것이 아니고 향악기와 섞여 편성되지만 어느 것이나 향피리를 쓰지 않고 당피리를 쓰는 점만은 확실하다. 당악으로 실제 전해지는 것은 보허자·낙양춘 뿐이고 당악의 영향을 받은 음악으로는 여민락 만·본령·해령 등이 있다.

## 같이 보기
- 아악
- 향악
- 도가쿠